# Società Attori Sincronizzatori
La Società Attori Sincronizzatori, spesso abbreviata in S.A.S., è stata una società di doppiaggio italiana.

## Storia

### La nascita
Venne fondata il 27 novembre 1958 dai doppiatori Stefano Sibaldi, Adriana De Roberto, Gabriella Genta e dai direttori del doppiaggio Fede Arnaud e Guido Leoni.
Negli anni 1960 aderirono altri soci come Antonio Battistella, Dante Biagioni, Giulio Bosetti, Lucia Catullo, Renato De Carmine, Mario Feliciani, Giancarlo Maestri, Cesarina Gheraldi, Roberto Villa, Manlio Guardabassi, Vittoria Martello, Emilio Cappuccio, Roberto Del Giudice, Luciano Melani, Renzo Palmer, Sandro Tuminelli, Omero Antonutti, e Gianrico Tedeschi.

### Anni sessanta
All'interno della SAS si formarono molti noti doppiatori degli anni a venire, come Michele Kalamera, Carlo Valli, Marcello Mandò,  Giulio Platone, Leonardo Severini, Gigi Proietti, Lorenza Biella, Gianni Musy, Marcello Tusco, Sergio Di Stefano, Loretta Goggi, Ugo Pagliai e Giancarlo Giannini.
Nel 1966 anche la voce storica della C.D.C., Emilio Cigoli, passò alla S.A.S.

### Anni settanta
Negli anni settanta la società cura l'edizione italiana di molti anime giapponesi, con voci come quelle di Renzo Stacchi, Franco Latini, Giorgio Locuratolo, Giuliano Santi, Oliviero Dinelli, Guido Sagliocca, Rosalinda Galli, Emanuela Fallini, Anita Bartolucci.

### Anni ottanta
A partire dal 1982, con la presidenza di Gianni Giuliano, la società si orientò maggiormente verso le serie televisive, attività prevalente fino agli anni 1990. In questo periodo si affermano nuove voci, tra cui Paolo Maria Scalondro, Paolo Buglioni, Claudio De Angelis, Gianni Bersanetti, Alessio Cigliano, Claudia Balboni, Monica Gravina. Alcuni di questi doppiatori sono poi usciti dalla S.A.S. per formare una nuova società, in seguito nota come La BiBi.it.

### Anni novanta e chiusura
Negli anni 1990 hanno fatto parte della società altri doppiatori molto conosciuti, come Claudia Catani, Fabrizio Temperini, Daniela Nobili e Barbara Berengo Gardin. All'inizio del 2003 la S.A.S. è stata rilevata dal proprietario dello studio di doppiaggio milanese Studio P.V. e da cooperativa è diventata una società a responsabilità limitata. Dal 2008 la società non è più attiva.